# Rastan (computerspel)
Rastan Saga (Japans: ラスタン・サーガ; ook wel Rastan) is een computerspel dat werd ontwikkeld en uitgegeven door Taito Corporation. Het spel kwam in 1987 uit als arcadespel, maar werd een jaar later geporteerd naar verschillende homecomputers. De speler bestuurt Rastan en moet verschillende tegenstanders uit de Griekse mythologie verslaan. Het spel bestaat uit zes ronden, met drie scènes per ronde. In de laatste ronde moet de speler de eindbaas verslaan. De speler heeft de beschikking over verschillende wapens, zoals hakbijlen, hamers, vuurzwaarden, juwelen, schilden en mantels. De achtergrond van het spel is van een gedetailleerdheid en met wisselende lichteffecten afhankelijk van de stand van de zon, die hiervoor nimmer in een spel zijn waargenomen.

## Platforms
| Jaar | Platform                                                        |
| ---- | --------------------------------------------------------------- |
| 1987 | Arcade                                                          |
| 1988 | Amstrad CPC, Commodore 64, MSX, SEGA Master System, ZX Spectrum |
| 1990 | Apple IIgs, DOS                                                 |
| 1991 | Game Gear                                                       |

## Ontvangst
| Beoordeeld door                       | Platform           | Datum            | Score |
| ------------------------------------- | ------------------ | ---------------- | ----- |
| Retro Spirit Games                    | Arcade             | 26 mei 2013      | 100%  |
| Pixel-Heroes.de                       | SEGA Master System | april 2005       | 90%   |
| Your Sinclair                         | ZX Spectrum        | juni 1988        | 90%   |
| Sega8bit.com                          | SEGA Master System | 4 december 2005  | 90%   |
| Defunct Games                         | SEGA Master System | 23 augustus 2009 | 80%   |
| Datormagazin                          | Commodore 64       | februari 1988    | 80%   |
| 1UP!                                  | SEGA Master System | 8 februari 2008  | 79%   |
| ACE (Advanced Computer Entertainment) | SEGA Master System | april 1989       | 78%   |
| Commodore Force                       | Commodore 64       | augustus 1993    | 47%   |
| Oberoende COMputer (S)                | Commodore 64       | 26 mei 1988      | 5%    |

## Serie
- Rastan Saga (1987)
- Rastan Saga II (1988)
- Warrior Blade - Rastan Saga Episode III (1991)